# 1864년 미국 상원의원 선거
1864년 미국 상원의원 선거는 1864년 각 주에서 2명씩 상원의원을 선출했다

## 선거 결과
| 정당       | 의석 수 |
| ---------- | ------- |
| 공화당     | 39석    |
| 민주당     | 11석    |
| 입헌통일당 | 4석     |